# Lista motyli żerujących na sosnach
Sosny (Pinus spp) są źródłem pożywienia dla gąsienic wielu gatunków motyli (Lepidoptera), m.in.:

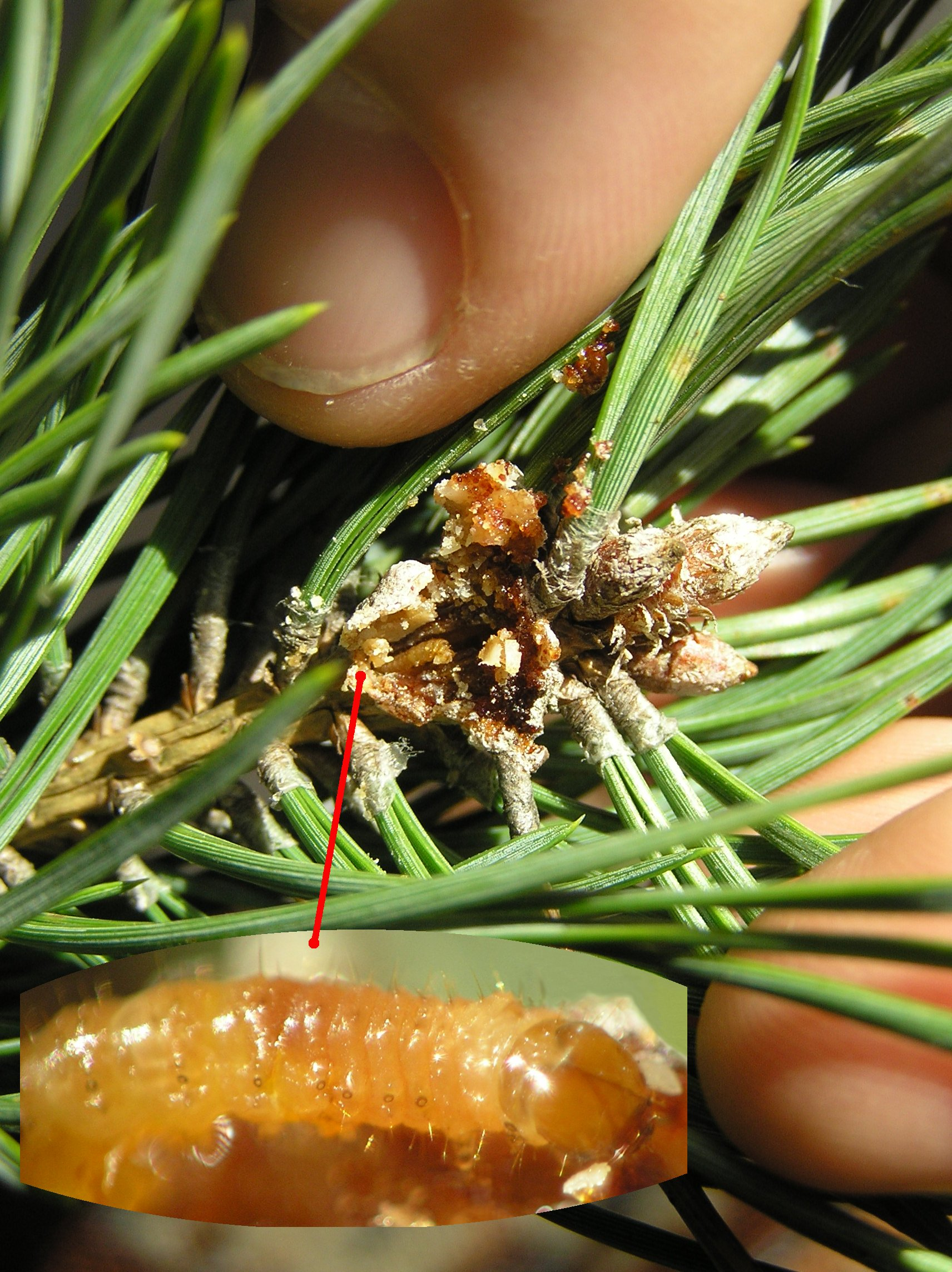
Żerująca larwa zwójki sosnóweczki

## Gatunki żerujące wyłącznie na sosnach
Monofagi:
- Batrachedra silvatica – żeruje na P. roxburghii
- Chionodes spp
  - C. retiniella – na P. ponderosa
  - C. sabinianus – na P. sabineana
- Coloradia doris
- Coloradia luski – na P. strobus
- Coloradia velda
- Dendrolimus pini – barczatka sosnówka
- Exoteleia dodecella – skośnik tuzinek

## Gatunki żerujące między innymi na sosnach
Oligofagi: 

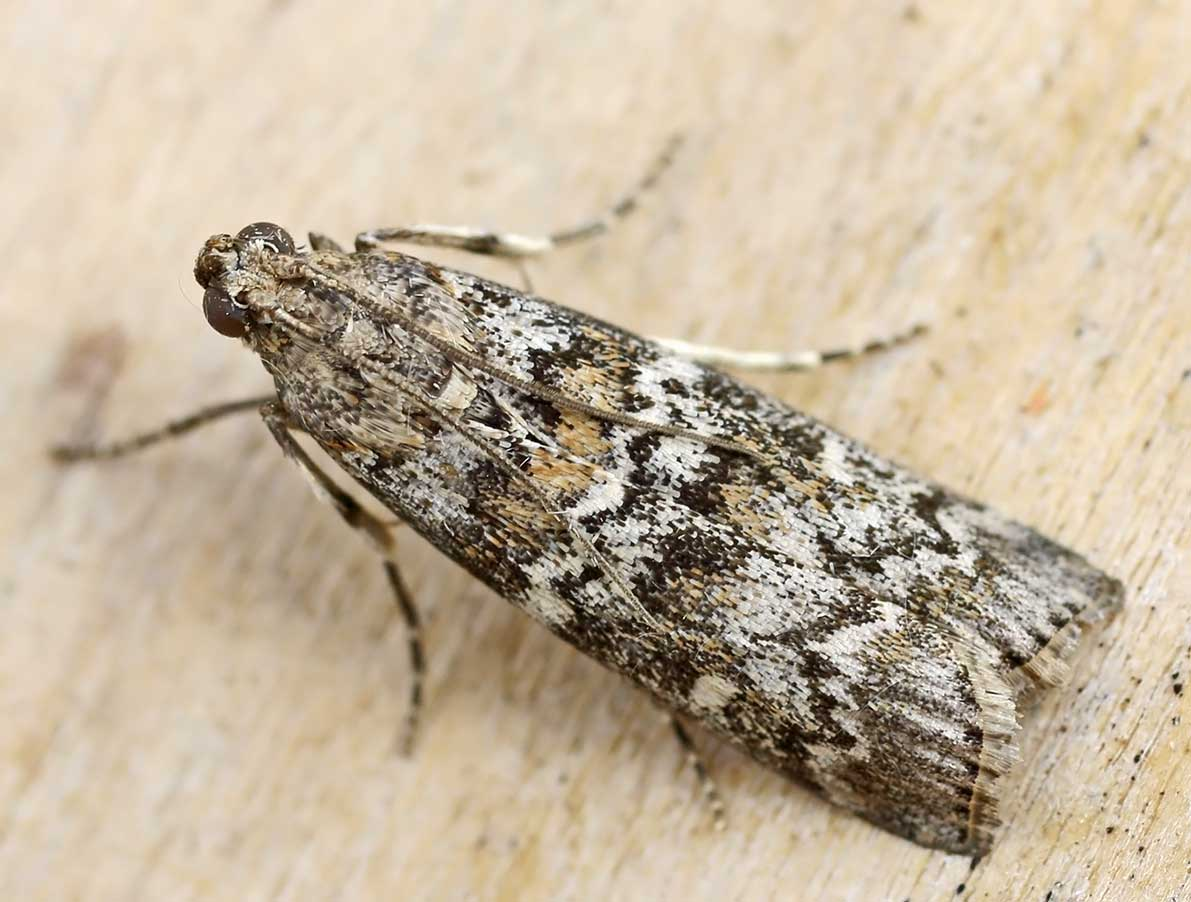
Szyszeń pospolity

- Batrachedra pinicolella – wykryty na P. sylvestris
- Blasethia turionella – zwójka odrośleczka, w Polsce przede wszystkim na P. sylvestris
- Bupalus piniarius – poproch cetyniak
- Bucculatrix ulmella – wykryty na P. sylvestris
- Coloradia pandora
- Chionodes spp
  - C. electella
  - C. periculella – wykryty na P. ponderosa
- Ectropis crepuscularia
- Dioryctria abietella – szyszeń pospolity, w Polsce przede wszystkim na P. sylvestris i Picea abies
- Dioryctria mutatella – szyszeń sosnowy (omacnica sosnowa), w Polsce przede wszystkim na P. sylvestris
- Ellopia prosapiaria – kłystek, w Polsce przede wszystkim na P. sylvestris
- Epinotia nanana – zwójka świerkóweczka, P. strobus (głównie świerk, także jodła)
- Epiphyas postvittana Zawisak borowiec
- Epirrita autumnata

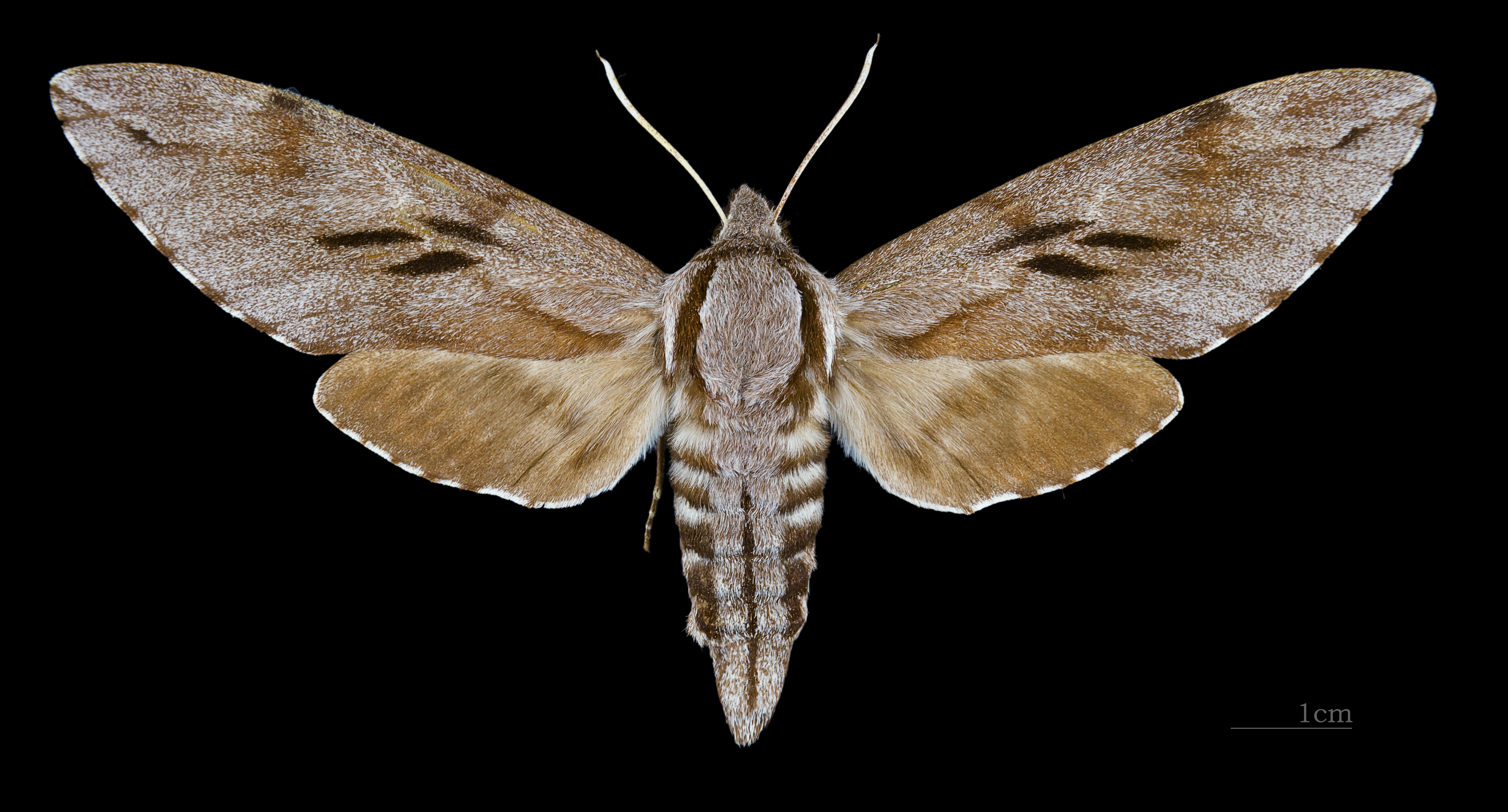
Zawisak borowiec

- Hyloicus pinastri – zawisak borowiec, w Polsce przede wszystkim na P. sylvestris
- Lymantria monacha – brudnica mniszka
- Semiothisa liturata Cl. (Macaria liturata) – witalnik sosnowiak, w Polsce przede wszystkim na P. sylvestris
- Odontopera bidentata – wykryty na P. sylvestris
- Panolis flammea – strzygonia choinówka
- Panthea coenobita – sówka mniszkówka, w Polsce przede wszystkim na P. sylvestris
- Petrova rexinella – zwójka żywiczaneczka, w Polsce przede wszystkim na P. sylvestris
- Rhyacionia buoliana – zwójka sosnóweczka, w Polsce przede wszystkim na P. sylvestris
- Rhyacionia duplana – zwójka pędóweczka (pędówka), w Polsce przede wszystkim na P. sylvestris
- Thaumetopoea pinivora – korowódka sosnówka, w Polsce przede wszystkim na P. sylvestris
- Thaumatopoea pityocampa Gąsienica znamionówki tarniówki

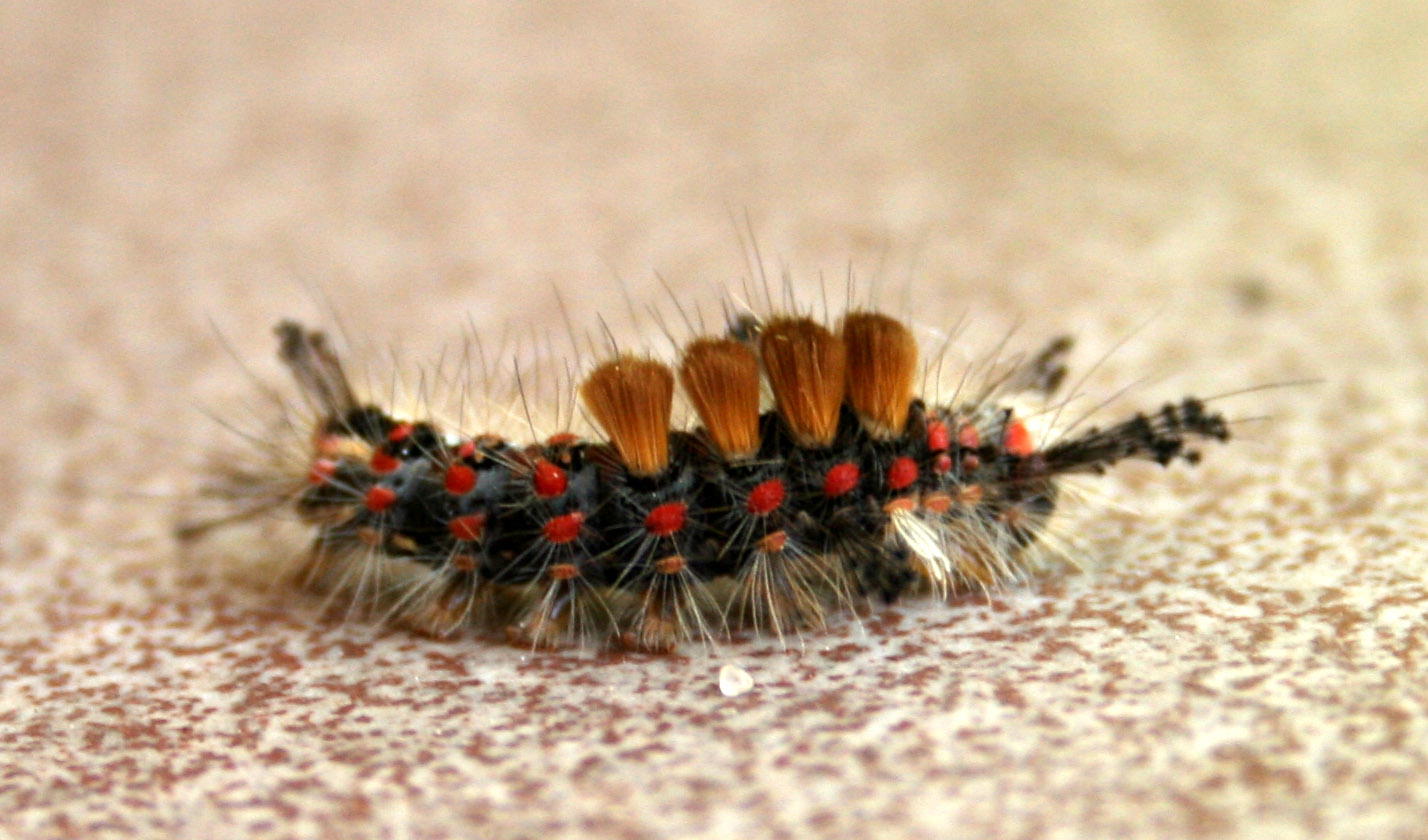
Gąsienica znamionówki tarniówki

- Orgyia antiqua – znamionówka tarniówka
- Zeiraphera griseana – wskaźnica modrzewianeczka, P. cembra (także modrzew i świerk)

Polifagi:
- Agrotis pronuba – rolnica przepaska, w Polsce przede wszystkim na szkółkach i uprawach leśnych
- Agrotis vestigialis – rolnica szkółkówka, w Polsce przede wszystkim na szkółkach i uprawach leśnych
- Agrotis segetum – rolnica zbożówka, w Polsce przede wszystkim na szkółkach i uprawach leśnych
- Autographa gamma – błyszczka jarzynówka, w Polsce przede wszystkim na szkółkach i uprawach leśnych
- Calliteara pudibunda – szczotecznica szarawka, w Polsce przede wszystkim na P. sylvestris